# إغناسيو رودريغيز
إغناسيو رودريغيز (بالإسبانية: Nacho Rodríguez) هو لاعب كرة سلة إسباني. مثّل منتخب بلاده. شارك في مسابقة كرة السلة في الألعاب الأولمبية الصيفية. لعب مع كل من بالونكيستو مالقا ونادي برشلونة لكرة السلة في الدوري الإسباني لكرة السلة.

## روابط خارجية
- إغناسيو رودريغيز على موقع الاتحاد الدولي لكرة السلة (الإنجليزية)
- إغناسيو رودريغيز على موقع الدوري الإسباني لكرة السلة (الإسبانية)
- إغناسيو رودريغيز على موقع كرة السلة الأوروبية.كوم (الإنجليزية)
- إغناسيو رودريغيز على موقع ريلجم (الإنجليزية)
- إغناسيو رودريغيز على موقع بروبوليرز (الإنجليزية)
- إغناسيو رودريغيز على موقع سبورتس رفرنس (الإنجليزية)
- إغناسيو رودريغيز على موقع أوليمبيديا (الإنجليزية)